# Kinas Grand Prix 2004
Kinas Grand Prix 2004 var det sextonde av 18 lopp ingående i formel 1-VM 2004. Loppet var det första F1-loppet som kördes i Kina.

## Rapport
Rubens Barrichello i Ferrari vann Kinas första grand prix. Hans stallkamrat Michael Schumacher kom på tolfte plats efter att ha startat från depån, efter att ha snurrat av banan under kvalificeringen. Ferrari passade då på att byta bilens motor.

## Resultat
1. Rubens Barrichello, Ferrari, 10 poäng
2. Jenson Button, BAR-Honda, 8
3. Kimi Räikkönen, McLaren-Mercedes, 6
4. Fernando Alonso, Renault, 5
5. Juan Pablo Montoya, Williams-BMW, 4
6. Takuma Sato, BAR-Honda, 3
7. Giancarlo Fisichella, Sauber-Petronas, 2
8. Felipe Massa, Sauber-Petronas, 1
9. David Coulthard, McLaren-Mercedes
10. Mark Webber, Jaguar-Cosworth
11. Jacques Villeneuve, Renault
12. Michael Schumacher, Ferrari
13. Nick Heidfeld, Jordan-Ford
14. Olivier Panis, Toyota
15. Timo Glock, Jordan-Ford
16. Zsolt Baumgartner, Minardi-Cosworth

### Förare som bröt loppet
- Gianmaria Bruni, Minardi-Cosworth (varv 38, mekanik)
- Ralf Schumacher, Williams-BMW (37, punktering)
- Ricardo Zonta, Toyota (35, transmission)
- Christian Klien, Jaguar-Cosworth (11, upphängning)

## VM-ställning
| Förarmästerskapet 1. Michael Schumacher, Ferrari, 136 2. Rubens Barrichello, Ferrari, 108 3. Jenson Button, BAR-Honda, 79 | Konstruktörsmästerskapet 1. Ferrari, 244 2. BAR-Honda, 105 3. Renault, 96 |